# Ray Manzarek
Raymond Daniel "Ray" Manzarek, ursprungligen Manczarek, född 12 februari 1939 i Chicago, Illinois, död 20 maj 2013 i Rosenheim, Tyskland, var en amerikansk keyboardist och sångare, mest känd som medlem i rockgruppen The Doors.
Ray Manzarek anses ha varit en av de största keyboardisterna i historien. Han växte upp i Chicago som son till polska invandrare. På 1950-talet började han spela boogie-woogie på piano, starkt inspirerad av dåtidens boogie-woogiepianister.
1965 bildades The Doors och Manzarek tog plats som keyboardist i gruppen. Då The Doors saknade basist blev det Manzareks jobb att ersätta basen vilket han gjorde på ett snyggt sätt med olika jazziga ackord. Manzarek fortsatte i praktiken som basist, då han använde en Fender Rhodes PianoBass tillsammans med en Vox Continental. På albumen hade Doors dock oftast en tillfällig elbasist.
När The Doors stora dragplåster, sångaren Jim Morrison, avled 1971 drabbades hela gruppen. De fortsatte att spela en tid och gav ut två ytterligare album men upplöstes 1973. Manzarek fortsatte dock som soloartist med viss framgång. Bland annat spelade han in en rockversion av körverket Carmina Burana, som gavs ut 1983.

## Diskografi (urval)
Soloalbum
- 1974 – The Golden Scarab
- 1974 – The Whole Thing Started With Rock & Roll Now It's out of Control
- 1983 – Carmina Burana
- 1997 – The Doors: Myth and Reality
- 2006 – Love Her Madly

Med Michael McClure
- 1993 – Love Lion

Med Nite City
- 1977 – Nite City
- 1978 – Golden Days Diamond Nights